# 1531年
| 千纪： | 2千纪 |
| 世纪： | 15世纪 \| 16世纪 \| 17世纪                                                                                 |
| 年代： | 1500年代 \| 1510年代 \| 1520年代 \| 1530年代 \| 1540年代 \| 1550年代 \| 1560年代                           |
| 年份： | 1526年 \| 1527年 \| 1528年 \| 1529年 \| 1530年 \| 1531年 \| 1532年 \| 1533年 \| 1534年 \| 1535年 \| 1536年 |
| 纪年： | 辛卯年（兔年）；明嘉靖十年；越南大正二年；日本享祿四年                                                     |

## 大事记
- 1月26日——葡萄牙里斯本大地震，约3万人死亡。
- 2月27日——黑森伯爵菲利普一世和萨克森选帝侯约翰·弗里德里希一世正式建立施馬爾卡爾登聯盟。
- 7月17日——大物崩，赤松政祐・細川晴元・三好元長的一萬人的連合軍擊破了細川高國、浦上村宗的2萬人的軍隊，浦上軍全軍覆沒。
- 土默特部首領吉囊第二次征討兀良哈部。
- 哈雷彗星临近地球。
- 查理五世之弟斐迪南一世獲選為羅馬人民的國王。
- 葡萄牙軍隊進攻古吉拉特第烏地區，被奧斯曼帝國將領穆斯塔法·巴伊拉姆（英语：Mustafa Bayram）率領的奧斯曼－古吉拉特聯軍擊敗，未能佔領第烏。